# Encarsia mescheryakovi
Encarsia mescheryakovi är en stekelart som beskrevs av Yasnosh 1995. Encarsia mescheryakovi ingår i släktet Encarsia och familjen växtlussteklar. Inga underarter finns listade i Catalogue of Life.